# Konstantin Aksakow
Konstantin Siergiejewicz Aksakow (ros. Константин Сергеевич Аксаков, ur. 29 marca?/10 kwietnia 1817 w miejscowości Nowo-Aksakowo w guberni orenburskiej, zm. 19 grudnia 1860 na Zakintos) – rosyjski publicysta, krytyk literacki, historyk, językoznawca i poeta.

## Życiorys
Był synem Siergieja Aksakowa i bratem Iwana. Pasją jego młodości była filozofia Hegla. Aksakow był członkiem kółka Stankiewicza, które skupiało krąg miłośników klasycznej filozofii niemieckiej. Stał się jednym z głównych ideologów słowianofilstwa, był przeciwnikiem naturalnej szkoły w literaturze rosyjskiej. Jest autorem memoriału "O wnutrienniem sostojanii Rossii" ("O stanie wewnętrznym Rosji"), napisanego w 1855, wydanego w 1881. Pisał prace literaturoznawcze i językoznawcze oraz wiersze i sztuki o tematyce historycznej.

## Wybrane dzieła literackie
- O wnutrienniem sostojanii Rossii (O stanie wewnętrznym Rosji) - 1881
- Oswobożdienije Moskwy w 1612 godu (Wyzwolenie Moskwy w 1612 roku) - 1848[4]
- Oleg pod Konstantinopolem - 1858[4]